# Tokuryū
Tokuryū (特流) è un termine coniato dall'Agenzia Nazionale di Polizia giapponese (NPA) per indicare una nuova e crescente tipologia di gruppi criminali, caratterizzati da una struttura fluida e non gerarchica, che si stanno affermando come alternativa alle tradizionali organizzazioni come la yakuza. Il termine nasce dalla combinazione delle parole giapponesi tokumei (匿名, "anonimo") e ryūdo (流動, "fluido"), a sottolineare proprio l'assenza di una struttura rigida e la capacità di agire in modo anonimo e adattabile.
Questi gruppi hanno acquisito maggiore visibilità negli ultimi anni, a seguito delle severe misure legislative adottate contro la yakuza, che hanno indebolito le reti criminali più tradizionali del Giappone. Secondo i dati dell'Agenzia Nazionale di Polizia (NPA), il numero di membri e affiliati alla yakuza è sceso a 18.800 alla fine del 2024, segnando il livello più basso dal 1958 .
A differenza della yakuza, che segue codici di condotta rigidi e una gerarchia ben definita, i tokuryū operano in modo decentralizzato e fanno ampio uso della comunicazione digitale per il reclutamento e il coordinamento delle loro attività.
Nel 2024, la polizia ha intrapreso azioni contro 10.105 individui coinvolti in crimini legati ai tokuryū, con circa il 40% di essi reclutati tramite social media. Le autorità giapponesi stanno adottando misure per contrastare questa nuova minaccia, tra cui operazioni sotto copertura online per infiltrarsi nei loro canali di reclutamento. Tuttavia, la natura anonima e fluida di questi gruppi continua a rappresentare una sfida significativa per le forze dell'ordine.

## Struttura e organizzazione
I gruppi Tokuryū operano senza una struttura centralizzata né una leadership formale, distinguendosi nettamente dai tradizionali clan yakuza. I membri, spesso, non si conoscono nemmeno tra loro e vengono reclutati per svolgere compiti o reati specifici. Questa assenza di legami personali tra i componenti rende le indagini più complesse e contribuisce a rendere queste organizzazioni ancora più sfuggenti agli occhi delle autorità.

### Reclutamento
Il reclutamento avviene principalmente online, attraverso i social media e app di messaggistica criptata. Tra i nuovi membri si trovano spesso giovani, tra cui studenti, lavoratori precari e disoccupati, attratti dalla prospettiva di guadagni elevati offerti sotto forma di cosiddetti "lavori part-time oscuri" (yami-baito). Dietro questa facciata si nascondono però attività illecite, che spaziano dalla truffa al furto, fino al traffico di droga.

## Attività criminali
I gruppi Tokuryū sono coinvolti in un'ampia gamma di attività criminali, tra cui:
- Frodi speciali: truffe come l'impersonificazione e il phishing, spesso rivolte a fasce vulnerabili della popolazione, in particolare agli anziani.
- Traffico di droga: introduzione e distribuzione di sostanze stupefacenti illegali.
- Rapine e furti: colpi organizzati con la tecnica del “smash-and-grab”, ovvero assalti rapidi e violenti mirati a oggetti di alto valore.
- Omicidi e aggressioni: in alcuni casi eclatanti, i Tokuryū sono stati collegati anche a omicidi su commissione e episodi di violenza grave.
- Infrastruttura criminale: supportano varie attività illecite producendo documenti falsi, gestendo banche clandestine o orchestrando matrimoni fittizi per finalità illegali.